# المسجد الأعظم (سلا)
المَسْجِدُ الأَعْظَمُ هو مسجد يقع في سلا بالمغرب، ويقع على مساحة تبلغ 5,070 م2 (54,600 قدم مربع) وهو يعد ثالث أكبر مسجد في المغرب، والمسجد الأصلي تم بناءه بين عامي 1028م و 1029م، ولكن تمت هدمه وإعادة بناءه عدة مرات منذ أن بُنيَ. وقد تم بناءه على نمط معمارية المرابطين والموحدين، ويحتوي المسجد على 9 أقواس. وقد دُمر بشكل كبير في خلال قصف سلا في عام 1851م، وتم إغلاقه لمدة قصيرة خلال الحماية الفرنسية على المغرب.

## التاريخ
تم بناءه بموجب أوامر تميم بن زيري خلال الأعوام 1028م إلى 1029م، وقد تم ترميمه وتوسيعه في عام 1196م بموجب أوامر أبي يوسف المنصور، مما جعله أكبر ثالث مسجد في المغرب، بعد مسجدي الحسن الثاني (الذي يعد الأكبر) في الدار البيضاء، و مسجد جامعة القرويين. وقد تم هدمه وإعادة بناءه عدة مرات منذ ذلك الحين.
وحسب المؤرخين، كان هنالك 700 عبد فرنسي شاركوا في عملية الترميم بموجب أوامر أبي يوسف المنصور، وقد أضافت التوسعة مدرسة. في عام 1260م، تم احتلال سلا من قبل القوات القشتالية، وقد تم جمع 3,000 شخص من السكان النساء، والأطفال والمسنين في المسجد ليؤخذوا كعبيد لإشبيلية. تم قصف المدينة من قبل القوات الفرنسية في عام 1851م، وقد تضرر المسجد بشكل كبير بعد أن قُصف بستة كور مدفعية.
وخلال الحماية الفرنسية على المغرب استخدم المسجد للاجتماعات الوطنية في ثلاثينيات القرن العشرين، وقد أغلقته السلطات الفرنسية لاحقاً لتجنب استخدامه مكانا للتوعية الوطنية، ولكن افتتح لاحقا.

## معرض الصور

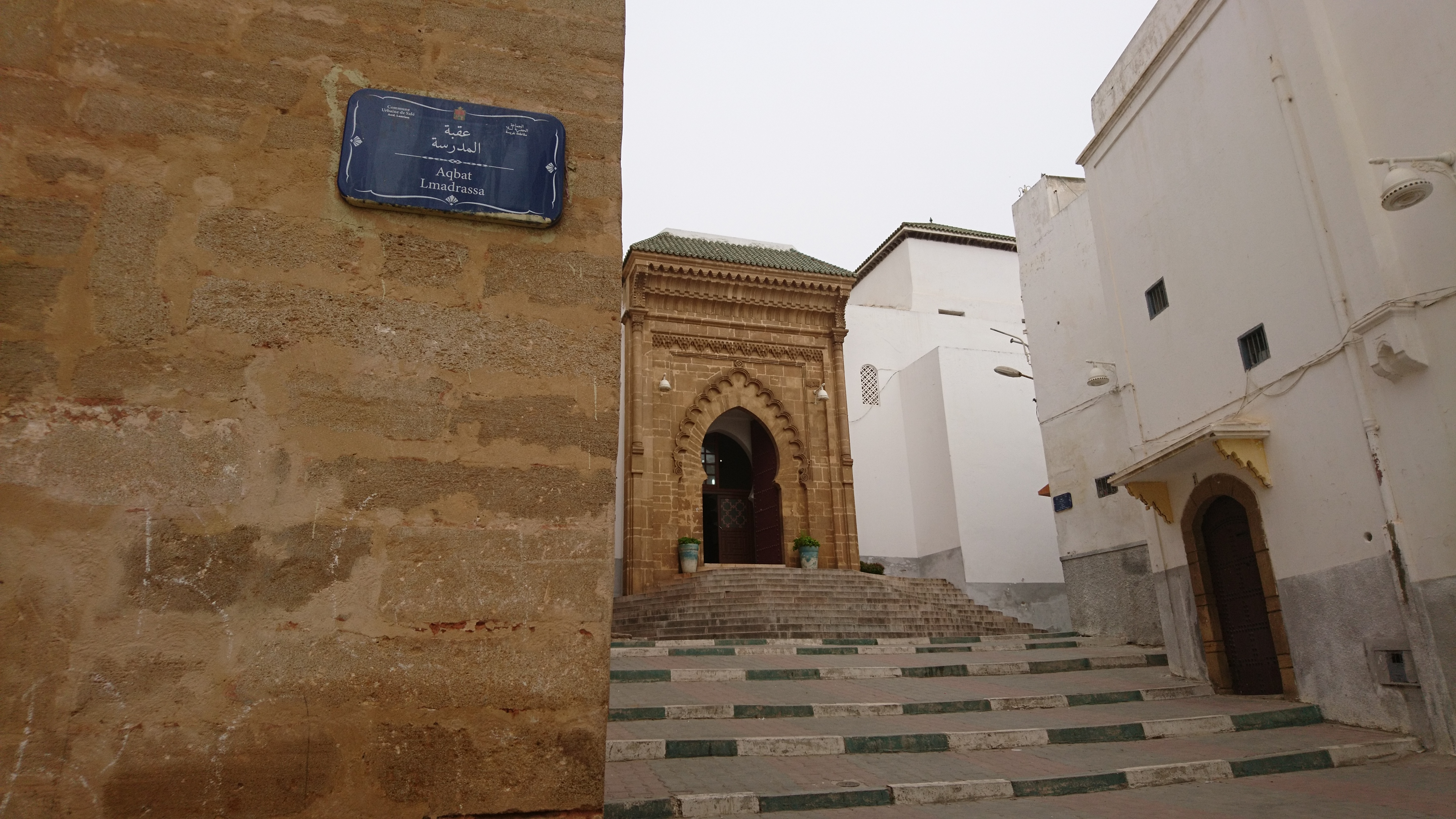
مدخل المسجد الأعظم بسلا
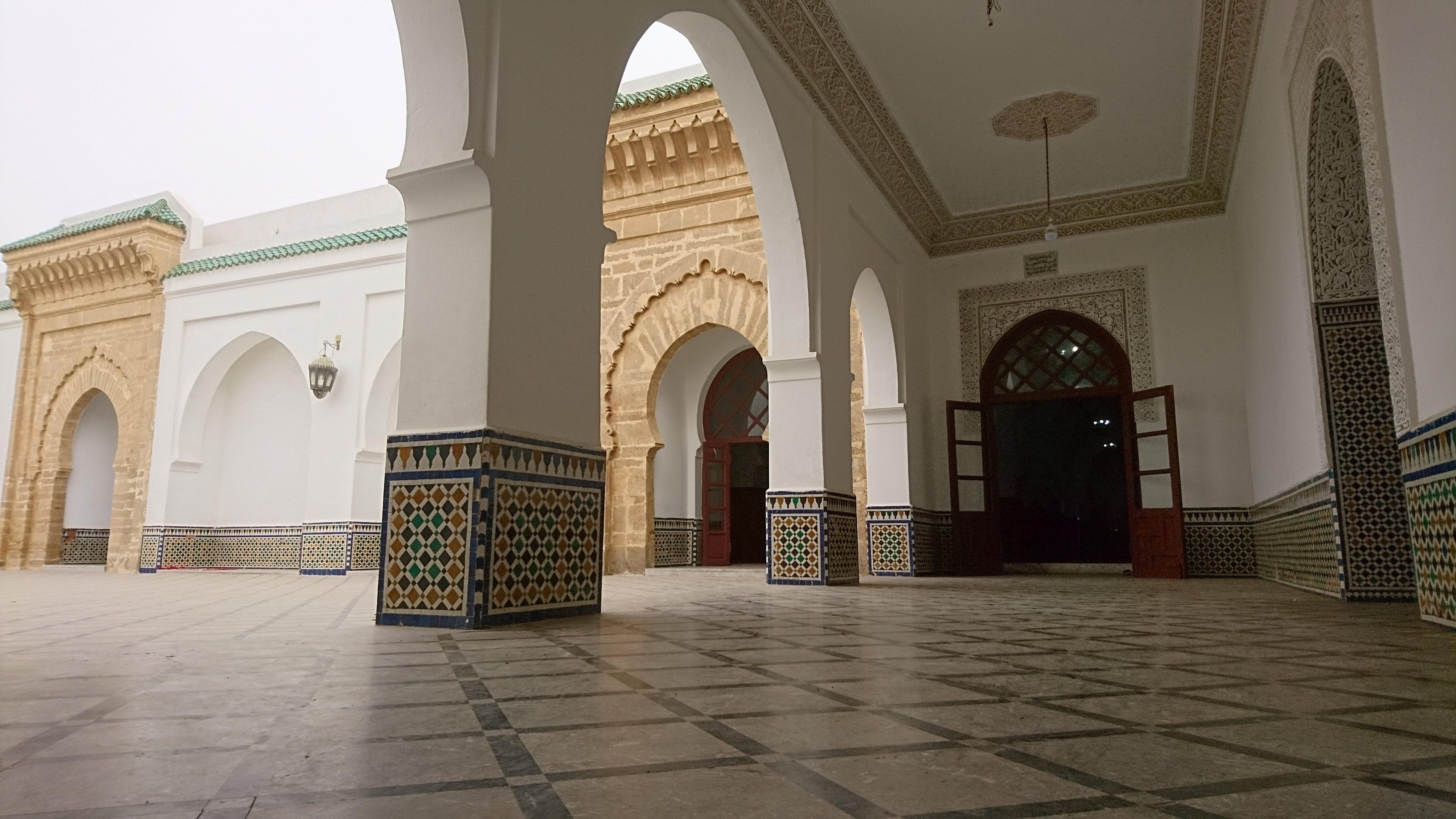
داخل المسجد الأعظم
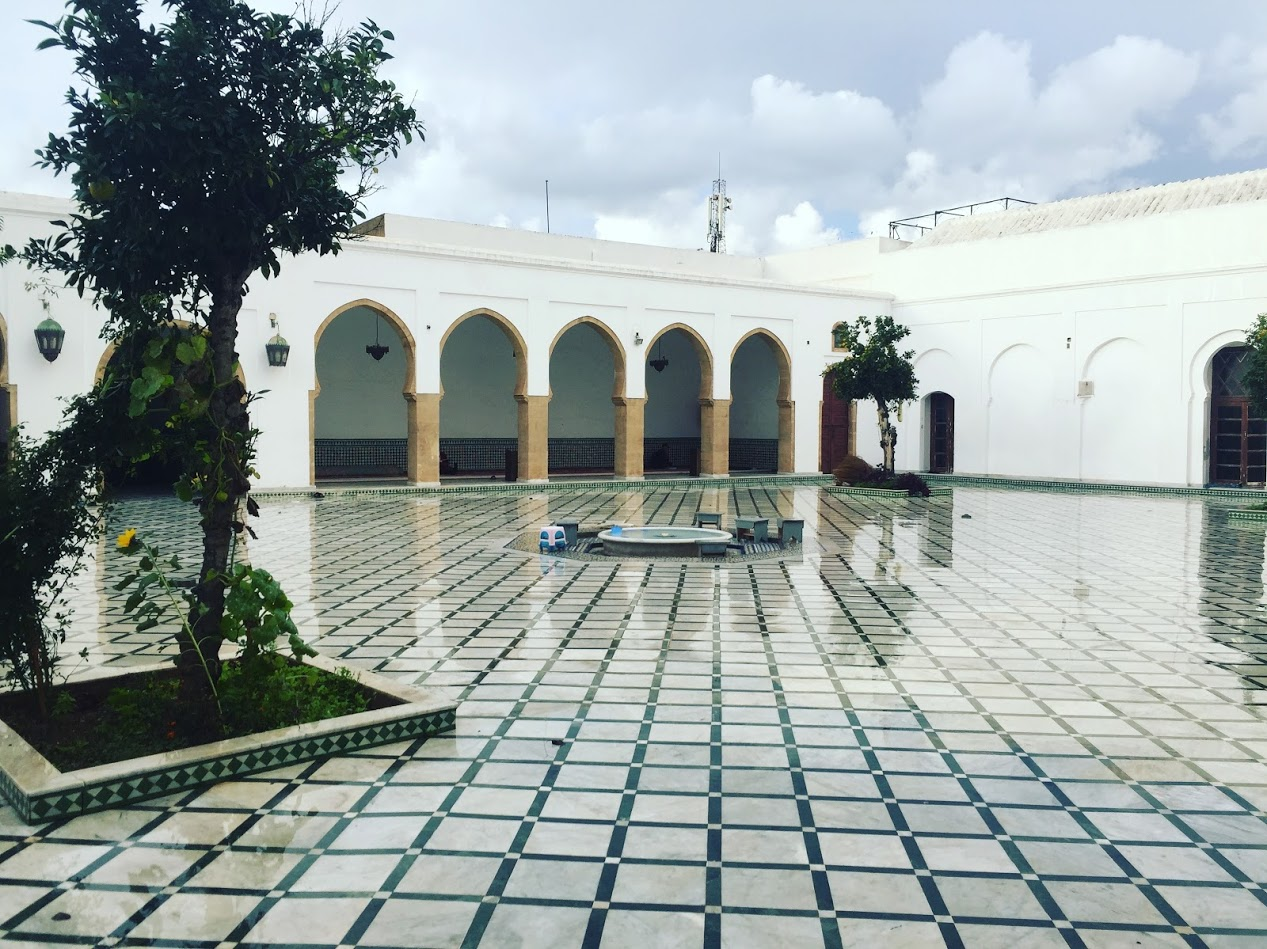
ساحة في المسجد من أجل الوضوء